# Zeglingen
Zeglingen – gmina (niem. Einwohnergemeinde) w północnej Szwajcarii, w kantonie Bazylea-Okręg, w okręgu Sissach. 31 grudnia 2020 roku liczyła 494 mieszkańców.

## Osoby

### urodzone w Zeglingen
- Heinrich Wiesner, pisarz